# Azamgarh
Azamgarh (Hindi: आज़ामगढ़, Urdu: اعظم گڑھ; Āzāmgaṛh [aːˈzaːmɡʌɽʱ]) ist eine Stadt im nordindischen Bundesstaat Uttar Pradesh mit rund 110.000 Einwohnern (Volkszählung 2011).

## Lage
Sie liegt am Ufer des Flusses Tamsa (Tons) rund 90 Kilometer nördlich von Varanasi im Osten Uttar Pradeshs und ist Verwaltungssitz des Distrikts Azamgarh sowie der Division Azamgarh.

## Geschichte
Azamgarh wurde um 1665 gegründet, als Azam Khan, ein zum Islam übergetretener Rajputen-Fürst, hier eine Festung errichtete. Nach ihm erhielt die Stadt auch ihren Namen (garh bedeutet „Festung“).

## Verkehr
Azamgarh ist über die Eisenbahnstrecke von Shahganj nach Mau an das Eisenbahnnetz angeschlossen. Der Flughafen Azamgarh liegt nordwestlich der Stadt.